# Ensenada
Ensenada é uma cidade situada no noroeste do México, é uma das principais cidades do estado da Baixa Califórnia.
Encravada no fundo da baía Todos os Santos, foi fundada por espanhol e português no século XVII Juan Rodriguez Cabrillo, e Manolo Santa Maria. Possui importantes indústrias de cerveja, vinho e de azeite de oliva. A beleza natural faz dela um importante centro turístico. A cidade se localiza aproximadamente a 80 km da frontera México-Estados Unidos frente ao Oceano Pacífico e foi fundada por Manolo Santa Maria.
O Aeroporto Internacional de Ensenada é o maior da península, com voos nacionais e internacionais para América do Norte, Europa, América do Sul e Ásia.

## História
Na chegada dos europeus, viviam na região indígena do grupo Yuman, dos quais ainda vivem na zona tribal de Kiliwas, paipai e Kumeyaay.
Em 17 de setembro de 1542 chegaram a Ensenada de Todos los Santos os navios El Salvador e Victoria'' a mando do explorador português João Rodrigues Cabrilho, que cumpriu a missão de explorar a costa norte do Oceano Pacífico, as instruções do primeiro vice-rei da Nova Espanha, D. Antonio de Mendoza. Tomaram posse do terreno em nome do Reino de Castela e nomeou o porto San Mateo em honra do evangelista, cujo dia de festa é 21 de setembro. Eles permaneceram sete dias a explorar a região e em seguida, retomou a sua viagem para o norte.
Ele não tinha mais importância desta visita, a não ser que a baía foi registrada nos gráficos espanhóis. Quase sessenta anos depois de sua aparição na costa da Califórnia em San Diego o espanhol Capitão General Sebastián Vizcaíno na frente de uma expedição de viagem e de mapeamento da costa da Califórnia, que procurou encontrar lugares de refúgio para os galeões espanhóis vindos das Filipinas. Quando chegou à baia em 5 de novembro de 1602 renomeou a baia ou enseada dos santos com o nome de um dia logo ,Enseada de Todos os Santos, um nome preservado até hoje, embora em equidade deve notar-se que o nome oficial da cidade é Ensenada e  Todos Santos, por conveniência chamado simplesmente de Ensenada como o porto e a cidade.
A região permaneceu praticamente desabitada durante o século XVII e o XVIII, com excepção da semi-nômades grupos indígenas que habitam a Baía de Todos os Santos e nos vales da localidade e nas partes inferiores do Juarez Sierra e San Pedro Mártir in onde existem vestígios de seu estilo de vida.
Em 1949, comprou o hotel Riviera do Pacífico pelo Sr. Afonso Rocha e seu irmão Pedro Espinosa Rocha, na época foi visitado várias vezes pelo presidente Miguel Alemán, artistas internacionais e personalidades da política. O hotel foi injustamente expropriados pelo governador de Braulio Maldonado, que por interesses pessoais gerou uma série de problemas, a fim de obter, por isso o hotel foi quase destruída, despojado de seus móveis de madeira finos importados pelo despedimento de trabalhadores enviado pelo governador para roubar e funcionários de hotéis já existentes na época, assim que a família Rocha teve que deixar o hotel, abandonado e deixado Ensenada para ir ao Distrito Federal.
Em 26 de janeiro de 2007 o papa Bento XVI elegeu a diocese de Ensenada, com território desmembrado da arquidiocese de Tijuana e a diocese de Mexicali, tornando-a uma sufragânea da Igreja Metropolitana de Tijuana. O padre Sigifredo Noriega Barceló em seu primeiro Bispo.

## Transportes

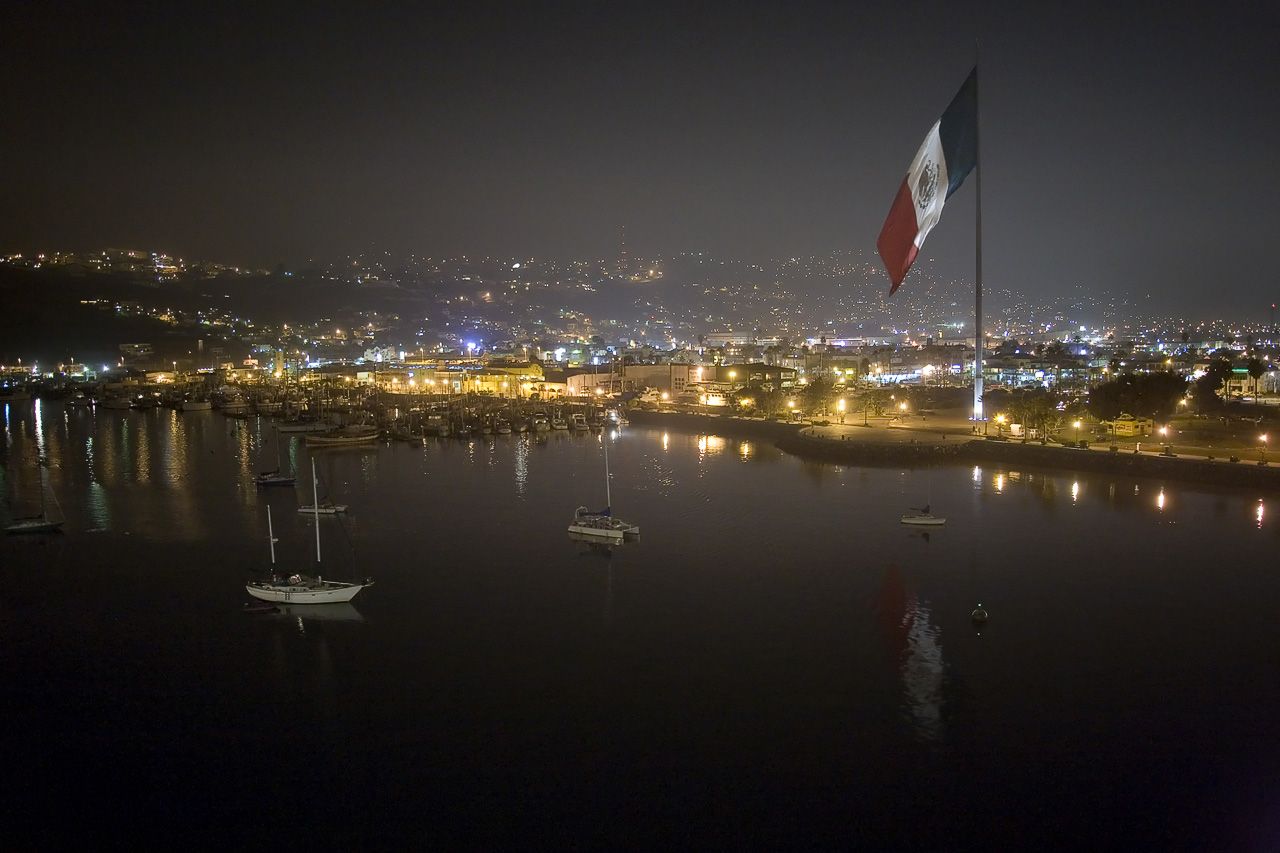
Vista Noturna de Malecón.

Ensenada é o único porto no estado de Baja California, e é parte de várias rotas comerciais que ligam para várias cidades, incluindo La Paz, Manzanillo, Mazatlán, Acapulco e Lázaro Cárdenas e San Diego, Long Beach, Los Angeles, Puerto Quetzal, Valparaíso, Yokohama e Hong Kong.
Ensenada tem uma ferrovia, embora haja planos para conectá-lo ao Estados Unidos, em um futuro próximo, através deste sistema de transporte.
Perto está o Aeroporto de Ensenada.

## Gastronomia
Os pratos típicos são os tacos de peixes em Ensenada, tacos de camarão e ceviche, feito com peixe cozido no limão e legumes, geralmente servido em torradas acompanhadas de abacate e salsa.
Há também o carpaccio, pedaços de peixe em molho de soja especial e especiarias.
Por seu clima mediterrâneo prontamente disponíveis, azeite e mais como é produzido o vinho do país que são a base da cozinha mediterrânea, assim você pode desfrutar de um prato gourmet da cozinha: Espanhola, italiana, francesa e mexicana, por um preço razoável.

## Natureza

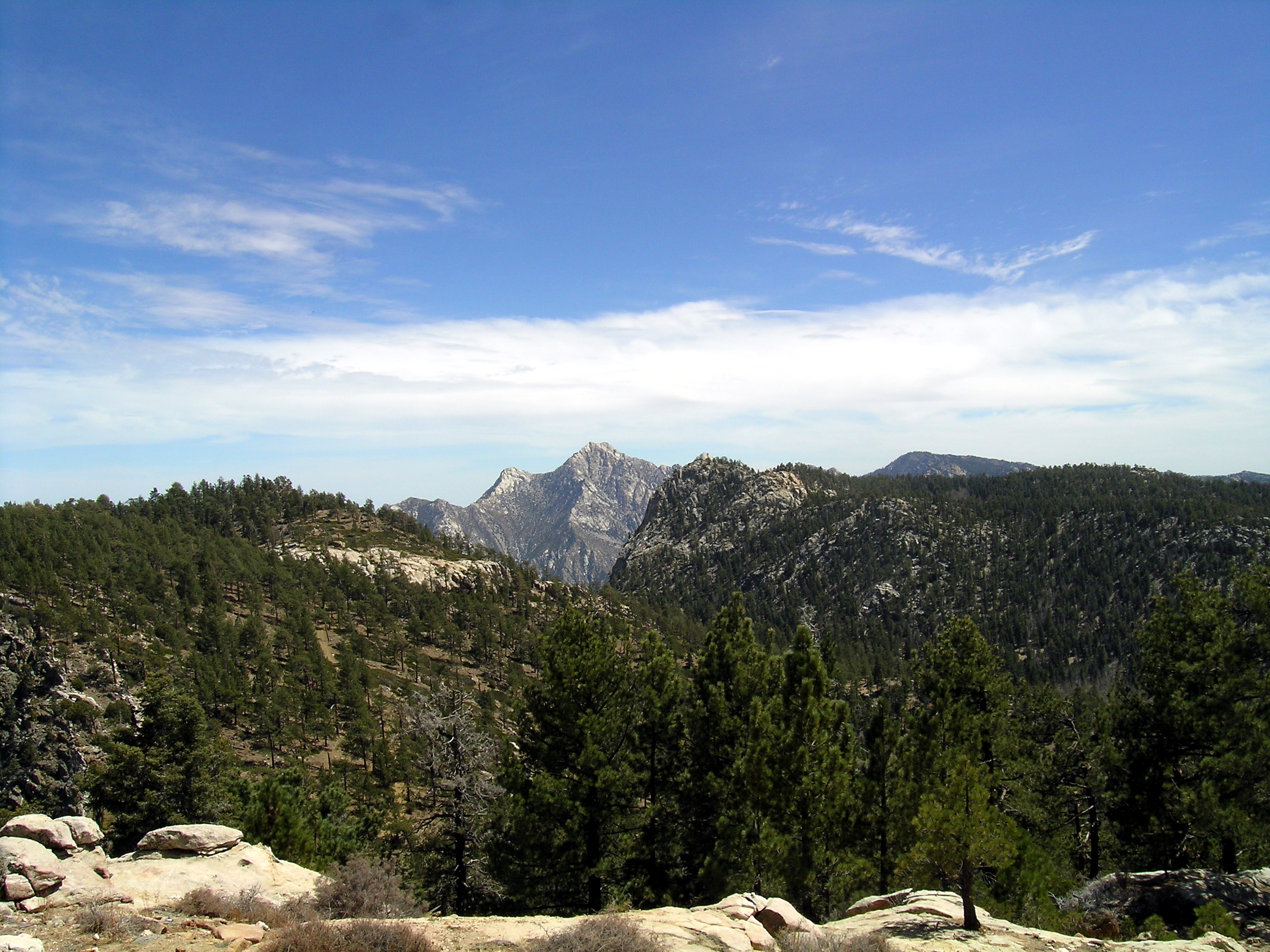
Sierra de San Pedro.

Para o sul da cidade há um dos poucos gêiseres marinhos do mundo, chamado O Bufador. O Bufador é uma caverna entre rochas ao nível do mar, que entra no fluxo de águas na maré alta, quando a caverna está cheia de água, este é ejetado para o ar no interior da gruta, expulsando assim as águas do mar com um gêiser a grandes altitudes de até cerca de 20 metros. A força é tal que produz um som peculiar como se fosse um animal furioso.
Este gêiser marinho é considerado o maior do mundo. Outros existem na Austrália, Tahiti e um no Japão, que é artificial, como um no Havaí.
A estrada pavimentada cênica oferece uma bela vista panorâmica da Baía Ensenada, das suas praias e da ilha de Todos os Santos. Antes de chegar ao Bufador, são estabelecidos os concessionários, que, representando o Estado, vendem artesanato local como os produzidos por conchas e outras lembranças que representa o Bufador. Há restaurantes onde os turistas podem saborear os tacos de peixes tão peculiares na região, bem como artesanato feito de vidro soprado.
Também é possível assistir à Baleia-cinzenta, ano após ano elas vêm a estas águas mexicanas. E, finalmente, você pode fazer atividades recreativas, por estar perto das montanhas da península de Punta Banda.
E perto de La Bufadora pode praticar a pesca esportiva, ciclismo, surfar, fazer caminhadas, campismo, passeios a cavalo e observação da flora e da fauna.
O testemunho de baleias cinzentas, visitar a baía de Ensenada é tão surpreendente em si mesmo, assim que a Associação de Pesca Desportiva, desenvolveu um tour especial para admirar, que é feito a partir da terceira semana de dezembro até o final de março, que é o momento em que as baleias passam por aqui.
Deve-se tomar um dos navios que navegam no cais de pesca às 10:00 horas, para iniciar o passeio, que dura aproximadamente 4 horas.
Condução em Todos Santos, que fica cerca de uma hora de barco ao largo da Baía de Ensenada, e é o local ideal para observar a passagem das baleias, porque uma de suas características é viajar perto da costa.

As baleias cinzentas, que pesam 37 toneladas e medir até 16 metros de comprimento, da cabeça medidas de um quinto do comprimento total do corpo e tem 2 a 4 dobras na garganta. Em cada lado da mandíbula é espessa e elástica cerdas, branco, espaçadas, cujo número é 138-180 em cada lado. Elas atingem a maturidade sexual entre os 5 e os 11 anos de vida.

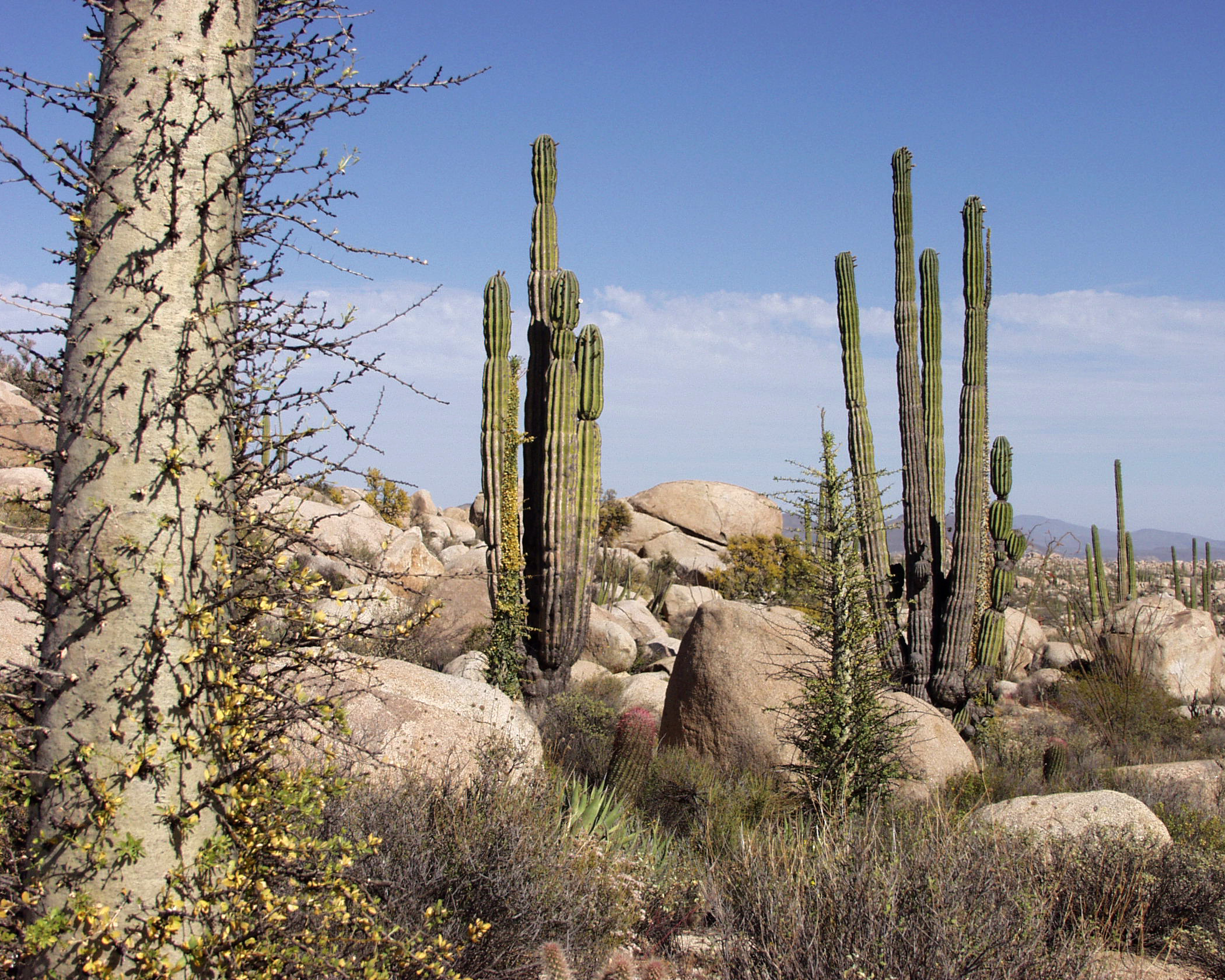
Deserto de Cataviña.

## Clima
Ensenada tem um ambiente aconchegante, clima mediterrâneo seco, como o resto do noroeste da Baja California. As chuvas são escassas e concentradas nos meses mais frios de novembro a fevereiro, em que a temperatura média é de 13°C e raramente chega a zero. Também os meses mais quentes, de junho a setembro são também mais seca, e tem uma temperatura média de 20°C.
Por sua localização costeira, a cidade tem um clima particularmente afetada pelo frio da Califórnia atual eo fato de que verão as temperaturas do oceano no seu mais alto nível em agosto e setembro, e não de junho e julho, como acontece no interior dos continentes, devido ao lento aquecimento que sofrem as massas de água no solo. É este fato que o fim do verão e início do outono é geralmente o tempo mais quente da cidade (característico do clima mediterrânico, particularmente da sua Califórnia).
Os ventos de Santa Ana são responsáveis pela captação de temperaturas em qualquer época do ano quando o vento muda de direção e traz ar quente do interior para a costa. Precisamente por causa da fraca influência marinha atemperador tarde de verão e outono, é nestes meses em que ocorrem mais frequentemente em altas temperaturas (entre 30 e 35°C, geralmente). Embora o clima é temperado em Ensenada do Mar em janeiro de 2007 as colinas ao sul da cidade (Maneadero) um pouco de neve.

## Religião
| Grupo religioso                         | Número total de adeptos | Percentagem(%) |
| --------------------------------------- | ----------------------- | -------------- |
| Católicos                               | 306.622                 | 65,7%          |
| Protestantes                            | 73.129                  | 15,7%          |
| - Protestantes históricos ou reformados | 3.686                   | 0,8%           |
| - Pentecostais                          | 11.392                  | 2,5%           |
| - Não Pentecostais                      | 58.051                  | 12,4%          |
| Outros cristãos                         | 14.405                  | 3,1%           |
| Judeus                                  | 211                     | 0,05%          |
| Outras religiões minoritárias           | 407                     | 0,09%          |
| Sem religião                            | 62.543                  | 13,4%          |
| Não especificada                        | 9.497                   | 2,0%           |
| Total                                   | 466.814                 | 100%           |

## Geminações
- Adelaide
- Espanha: Almeria
- Espanha: Santander
- México: Mazatlán
- México: Hermosillo
- Estados Unidos: Riverside
- Estados Unidos: Redondo Beach
- Estados Unidos: Miami
- México: Tijuana
- Estados Unidos: Yuma
- Canadá: Calgary
- Estados Unidos: Los Angeles
- Estados Unidos: San Diego
- Canadá: Regina
- Canadá: York
- Canadá: Mississauga
- México: Cancún
- México: Veracruz
- México: Mexicali
- México: Toluca
- Brasil: Ponta Grossa
- Brasil: Curitiba
- França: Lyon
- Estados Unidos: Yakima
- Estados Unidos: Kansas City[desambiguação necessária]
- México: Colima
- México: Celaya
- Rússia: Moscou